# Sonate für Klavier und Violine in A-Dur KV 526
Die Sonate für Klavier und Violine in A-Dur KV 526 ist ein kammermusikalisches Werk von Wolfgang Amadeus Mozart. Sie wurde von Mozart ursprünglich als Klavier-Sonate mit Begleitung bezeichnet und am 24. August 1787 von Franz Anton Hoffmeister für den zweiten Jahrgang seiner Prénumeration pour le Forte-piano, ou Clavecin verlegt.  
Die aus drei Sätzen bestehende Sonate ist geprägt von der Besinnung auf den Tod, wie es sich bei Mozart im Don Giovanni und in manchen Liedern des Jahres 1787 mehrfach wiederholt. Sie gliedert sich in:
1. Allegro molto
2. Andante
3. Allegro

## Sätze

### 1. Satz: Allegro molto
Beide spielen unisono in den ersten 20 Takten, wo das Thema vorgestellt wird. Danach übernimmt bis einschließlich Takt 35 das Klavier die Oberhand, woraufhin bis Takt 41 die Violine dominiert. Daraufhin steht erneut das Klavier bis Takt 53 im Vordergrund, anschließend die Violine. Ab Takt 65 ist wieder das Klavier in der Hauptrolle. Ab Takt 66 moduliert Mozart nach E-Dur, der Tonika der Sonate und in Takt 100 endet die Exposition. In der Durchführung wird das Material verarbeitet, wobei ein wechselwirkendes Spiel zwischen Klavier und Geige stattfindet. Im Takt 147 beginnt das Thema auftaktig in der Reprise. Sie wiederholt ungefähr die Exposition, wobei der Hauptunterschied darin liegt, dass die Reprise in der Tonika endet.

### 2. Satz: Andante
In diesem Satz, welcher in der Subdominante steht, vollzieht sich ein chromatischer Wechsel zwischen Dur und Moll. Hier zeigt sich eine innige Beziehung zwischen der Violine und dem Klavier, wobei die Violine etwas zärtlicher verwendet wird. Es kann auch ein Schmerzausdruck verstanden werden, da sowohl Mozarts Vater Leopold als auch sein Geigerfreund August Graf von Hatzfeld um diese Zeit verstorben waren. In Takt 16 wird das Thema vorgestellt. Nach einem Zwischenspiel wird das Thema erneut in der Dominanten verwendet. Bis Takt 64 folgt eine Art Durchführung. Der A-Teil wird erneut verwendet und mündet in der Tonika.

### 3. Satz: Presto
Dieser Schnelle Satz steht in A-Dur und einem Hauptmotiv, in dem ein Themenzitat aus einem Trio von Carl Friedrich Abel eingebaut ist, der ebenfalls wenige Wochen zuvor verstorben war und als Mozarts Londoner Mentor galt. In den dortigen Skalen können beide Interpreten ihre technischen Fertigkeiten unter Beweis stellen. Auch wenn die Violine ihren Anteil besitzt, das Klavier steht im Vordergrund. In Takt 8 und Takt 34 stehen jeweils Wiederholungszeichen.